# Max Kouguere
Max Martial Kouguere, (nacido el 12 de marzo de 1987 en Brazzaville, Congo) es un jugador de baloncesto con pasaporte francés y centroafricano. Con 1.98 de estatura, su puesto natural en la cancha es el de alero. Actualmente juega en el Brussels Basketball de la BNXT League.

## Trayectoria
Kouguere es un jugador con una amplia experiencia en el baloncesto europeo tras jugar en Suiza y Francia. Destaca por la potencia de sus saltos. Por eso es conocido con el sobrenombre de 'Air Congo' y ha ganado en una ocasión el concurso de mates organizado en el All Star de Francia.
La temporada 2012/13 se convierte en subcampeón de la Liga Pro A con el STB Le Havre,donde, ha tenido una media de 11.5 puntos por partido y 3.6 rebotes. Su porcentaje de tiro ha sido del 60% en el de dos puntos y de 36,5% en triples.
En 2013 participa en la Summer League de Las Vegas, con los New Orleans Pelicans.
Para la temporada 2013-14 ficha por el Bàsquet Manresa.
En la temporada 2021-22, firma por el Brussels Basketball de la BNXT League.